# چاکرا لینوکس
چاکرا یک توزیع لینوکس آزاد و شاخه‌ای از آرچ لینوکس است
که حول محور کیوت طراحی شده و از میزکار کی‌دی‌ئی به عنوان محیط میزکار استفاده می‌کند.
چاکرا اهداف اصلی خود را سریع بودن، کاربرپسند بودن و قدرتمند بودن با محیط کار کی‌دی‌ئی و میزکار پلاسما معرفی می‌کند و تمرکز خود را روی رایانش رومیزی نگاه داشته است.
سیستم انتشار در این توزیع، انتشار نیمه‌غلطان است
که کاربر را قادر می‌سازد به‌سرعت، ساده، و ضمن حفظ پایداری به آخرین نسخه به‌روزرسانی کند.
چاکرا نیز همانند اسلکور و آرچ ‌لینوکس از اصل ساده نگاهش دار، احمقاله پیروی می‌کند.

## تاریخچه

### رابطه با کی‌دی‌ئی‌ماد و آرچ ‌لینوکس
ریشهٔ اصلی تولد چاکرا را می‌توان شبکهٔ فری‌نود دانست. جایی که توسعه‌دهندگان کی‌دی‌ئی‌ماد (یک نسخهٔ سبک بر پایهٔ کی‌دی‌ئی از آرچ لینوکس) در اواخر سال ۲۰۰۹ گرد هم آمدند و تصمیم به ساخت یک لوح زنده مستقل بر اساس آرچ لینوکس و فلسفهٔ آن گرفتند.
سازندهٔ کی‌دی‌ئی ماد و بنیانگذار اصلی پروژهٔ چاکرا، جان مته بود.
وی که رهبری پروژهٔ چاکرا را بر عهده داشت
در ۲۳ آوریل ۲۰۱۰
در سن ۳۲ سالگی درگذشت.
از آن پس پروژهٔ چاکرا کار خود را با رهبری فیل میلر ادامه می‌دهد.

### پروژهٔ چاکرا
نخستین نسخهٔ چاکرا در ۲۲ می۲۰۱۰ تحت عنوان فوئیکس منتشر شد. نسخهٔ ۰٫۲ جَز نام گرفت.
همزمان با نسخهٔ ۰٫۳ اَشُک با توجه به اینکه توجه همه از کی‌دی‌ئی‌ماد به چاکرا جلب شده بود، مخازن کی‌دی‌ئی‌ماد غیرفعال اعلام شدند و اعلام شد که پروژهٔ کی‌دی‌ای‌ماد به پایان راه خود رسیده‌است.
چاکرا از همان ابتدا با محبوبیت قابل توجهی روبه‌رو شد، به طوری که در ۳ ژانویه ۲۰۱۱ (یعنی پس از ۲۲۶ روز از تاریخ انتشار اولیهٔ آن) صفحهٔ نخست چاکرا در میان سایر توزیع‌های لینوکس، توانست رتبهٔ بیست و دوم را از نظر تعداد بازدیدکننده‌گان بدست آورد.
پروژهٔ چاکرا سعی داشت تا انتهای سال ۲۰۱۱ به نسخهٔ رسمی ۱٫۰ برسد.. طبق برنامه، نسخه‌های بعدی چاکرا به ترتیب آیدا (آوریل ۲۰۱۱) و اِدن (سپتامبر ۲۰۱۱) نام می‌گرفتند.
در تاریخ ۵ نوامبر ۲۰۱۱، نسخهٔ تازه‌ای از چاکرا با اسم رمز اِدن و با میز کار کی‌دی‌ئی ۴٫۷٫۳، منتشر شد.
نخستین نسخهٔ چاکرا در سال ۲۰۱۲ با اسم رمز ارشمیدس انتشار یافت.
در این نسخه برای اولین بار از میز کار کی‌دی‌ئی ۴٫۸٫۰
و کیوت ۴٫۸ و هستهٔ لینوکس ۳٫۲٫۲ استفاده شد.
بدین ترتیب چاکرا نخستین توزیع لینوکس بود که تصویر دیسک با میزکار کی‌دی‌ئی ۴٫۸٫۰ منتشر کرد.
از دیگر ویژگی‌های این نسخه استفاده از پوستهٔ تازه‌ای به نام روناک بود که حاصل کار طراحان ایرانیست.
در چاکرای ۲۰۱۳٫۲ که با اسم رمز بِنز منتشر شد از میز کار کی‌دی‌ئی ۴٫۱۰ استفاده می‌کرد. استفاده از دادگان ماریادی‌بی به جای مای‌اس‌کیوال از ویژگی‌های دیگر این نسخه بود.

## مدیریت بسته‌ها در چاکرا
چاکرا تا نسخهٔ کلیر همچنان از مدیر بستهٔ پک‌من که در آرچ نیز استفاده می‌شود بهره می‌برد. واسط کاربر این مدیر بسته اَپ‌سِت-کیوت است.

### بدون GTK
از ویژگی‌های مهم این توزیع بدون GTK بودن آن است، بدین معنا که برنامه‌های مبتنی بر جی‌تی‌کی در چاکرا و مخازن رسمی آن جایی ندارند، (فقط کتابخانه‌های GTK در مخازن رسمی چاکرا موجود است) با این حال نرم‌افزارهای جی‌تی‌کی از طریق سامانه‌ای موسوم به باندل و همچنین مخزن کاربران چاکرا (سی‌سی‌آر که مشابه ای‌یوآر در آرچ است) در دسترسند. فایل‌های باندل، بسته‌های نرم‌افزاری‌ای هستند که می‌توانند به صورت خوکار سوار شوند این بسته‌ها تمام پرونده‌ها و پیش‌نیازهای لازم برای اجرای برنامهٔ مورد نظر را دارند و معمولاً با یک کلیک قابل استفاده‌اند. پرونده‌های پیکربندی این برنامه‌ها نیز درون باندل ذخیره می‌گردد تا از شلوغ شدن شاخهٔ خانگی جلوگیری شود. بدین‌سان با استفاده از باندل‌ها، چاکرا بدون جی‌تی‌کی می‌ماند. باندل‌ها به علت دربرداشتن پیش‌نیازهایی که به همراه برنامهٔ مورد نظر باندل می‌شوند، حجم نسبتاً بالایی دارند. مدیریت باندل‌ها در چاکرا بر عهدهٔ سی‌اینستال است. قرار است در آینده با ارائهٔ آکابی، سیستم مدیریت بستهٔ جدید چاکرا، باندل‌ها و پکیج‌ها یک‌جا مدیریت شوند.

## مدل توسعهٔ نیمه‌غلطان
چاکرا از مدل توسعهٔ انتشار نیمه‌غلطان تبعیت می‌کند بدین معنا که بسته‌های مرکزی چاکرا مثل بسته‌های مربوط به سامانهٔ گرافیکی و صوتی تنها زمانی وارد مخازن می‌شوند که وارد فاز کاملاً پایدار (استیبل) شده باشند و آزمایش خود را کاملاً پس بدهند. با این وجود به‌روزرسانی این بسته‌ها به صورت مداوم صورت می‌پذیرد و به تناسب نسخه‌های تازه‌ای از لوح زنده منتشر می‌شود.
اما نرم‌افزارهای کابردی چاکرا که به هستهٔ سیستم ارتباط چندانی ندارند، به به صورت مداوم به‌روز می‌شوند و معمولاً بلافاصله پس از انتشارشان در مخازن موجود خواهند بود.
این شیوهٔ انتشار برای کاربران نهایی مزایای زیر را به دنبال دارد:
- تنها یک بار نصب نیاز است و کلیهٔ ارتقاهای بعدی از راه مخازن خواهد بود.
- همیشه آخرین نسخهٔ نرم‌افزارهای کاربردی در مخازن موجود خواهد بود.
- برخلاف انتشارهای تمام غلطان، بخش‌های مرکزی سیستم مورد آزمایش‌های گسترده‌تری قرار گرفته و پایدارتر خواهند بود.

## واژه‌نامه
1. ↑  KDEmod
2. ↑  (به آلمانی: Jan Mette)
3. ↑  Phoix
4. ↑  Jaz
5. ↑  Ashoc
6. ↑  Aida
7. ↑  Edn
8. ↑  Benz
9. ↑  pacman
10. ↑  AppSet-Qt
11. ↑  auto-mountable
12. ↑  CInstall
13. ↑  Akabei